# Tipula (Trichotipula) subapache
Tipula (Trichotipula) subapache is een tweevleugelige uit de familie langpootmuggen (Tipulidae). De soort komt voor in het Nearctisch gebied.